# Józef Furmanik

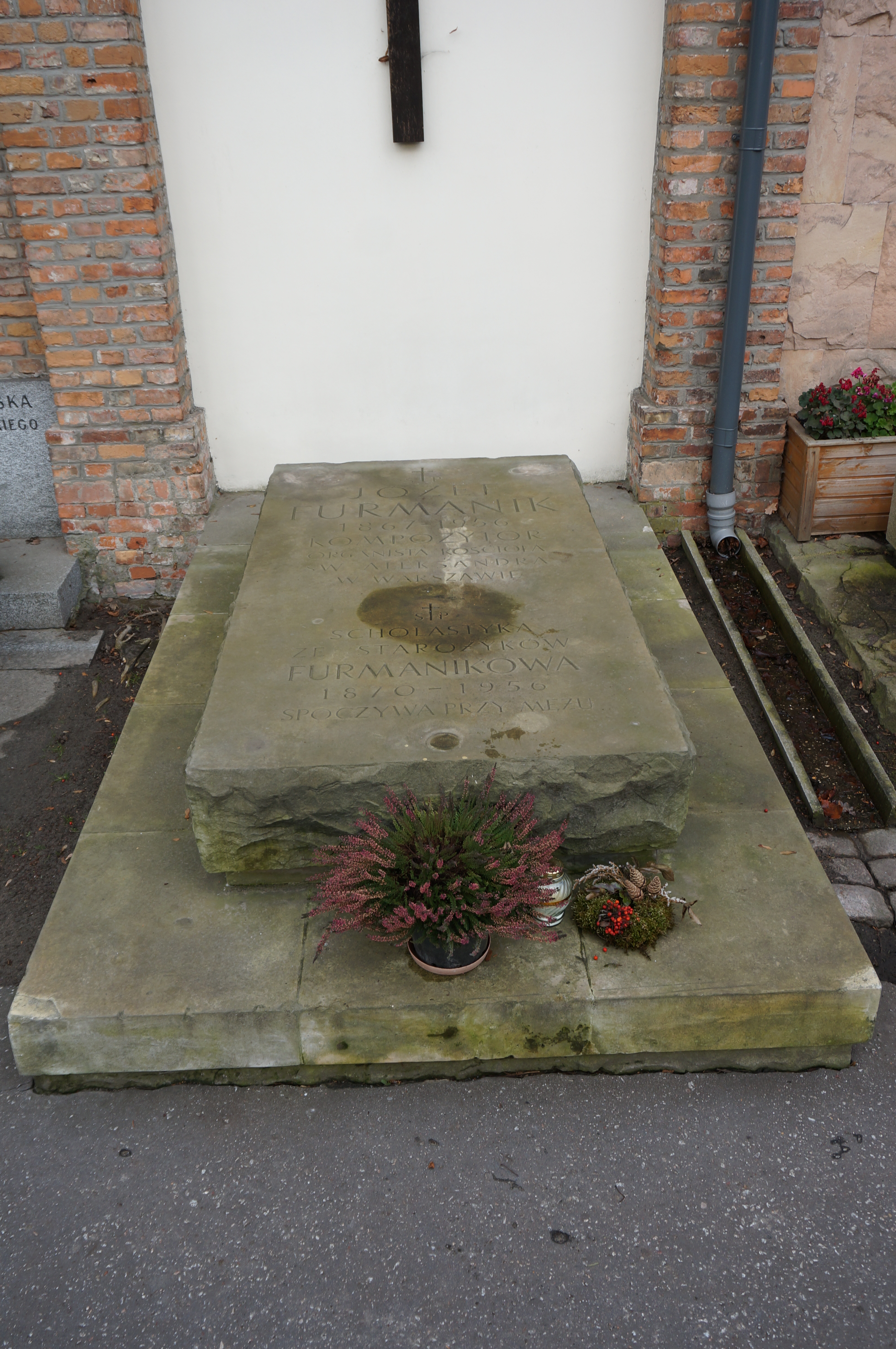
Grób Józefa Furmanika i jego żony w Alei Zasłużonych na warszawskim Cmentarzu „Stare Powązki” zdjęcie z dnia 16 grudnia 2019

Józef Furmanik (ur. 1867 w Maciejowicach, zm. 1953 w Kozienicach) – polski organista i kompozytor muzyki sakralnej.

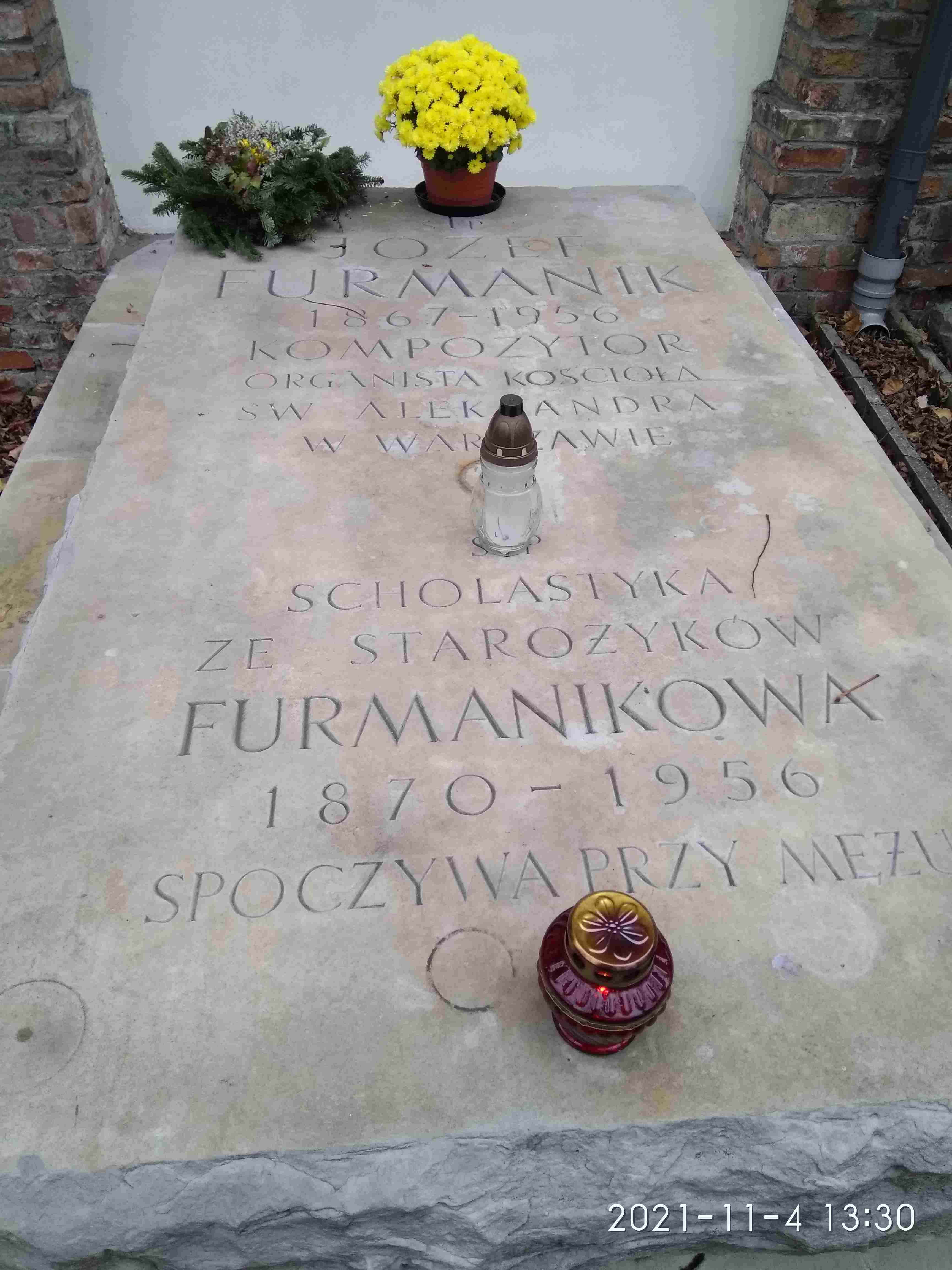
Płyta nagrobna Józefa Furmanika i jego żony w Alei Zasłużonych na warszawskim Cmentarzu „Stare Powązki”, zdjęcie wykonane w dniu 4 listopada 2021

## Życiorys
Józef Furmanik urodził się 6 stycznia 1867 roku w Maciejowicach w rodzinie kultywującej tradycje patriotyczne i religijne. Jego ojciec był dyplomowanym rzemieślnikiem w majątku Podzamcze należącym do Zamoyskich. Był tam kierownikiem szkoły rzemiosł.
Już jako dziecko odebrał początkowe przygotowanie muzyczne od Zamoyskich – żony i córek właściciela Podzamcza. Dzięki temu mógł wykonywać utwory instrumentalne i wokalne w miejscowej kaplicy pałacowej i w Maciejowicach, w tamtejszym kościele parafialnym. Od 1880 roku naukę kontynuował (prawdopodobnie również dzięki poparciu Zamoyskich) w warszawskim Instytucie Muzycznym (przekształconym później w Konserwatorium). W 1883 roku ukończył tam klasę organów z oceną bardzo dobrą. Wyższe studia muzyczne odbył w Wyższej Szkole Muzyki Kościelnej w Ratyzbonie (Regensburg), gdzie znajdował się wówczas jeden z czołowych katolickich ośrodków kształcenia w dziedzinie muzyki liturgicznej nawiązujący do cecyliańskiego ruchu jej odnowy. Ukończył je w 1886 roku podejmując następnie pracę jako organista w katedrze w Saratowie nad Wołgą (w latach 1886–1900), gdzie początkowo był także kapelmistrzem orkiestry wojskowej, a następnie wykładowcą śpiewu w tamtejszym seminarium duchownym. W tym czasie poświęcał się nie tylko pracy wykonawczej i pedagogicznej, nauczaniu chorału gregoriańskiego i śpiewu wielogłosowego w duchu zasad cecyliańskich, lecz również działalności kompozytorskiej. Uczestniczył też czynnie w życiu tamtejszej społeczności polskiej kultywując kontakty z krajem ojczystym.
W 1900 roku powrócił do Warszawy.
W latach 1900–1944 był organistą w kościele św. Aleksandra na Placu Trzech Krzyży w Warszawie. Nauczał również śpiewu w warszawskich gimnazjach i prowadził chóry kościelne. Był współzałożycielem (1919) i kilkakrotnym prezesem Stowarzyszenia Organistów Polskich, którego celem było dokształcanie organistów.
Od roku 1903 pracował w Szkole Muzycznej Warszawskiego Towarzystwa Muzycznego jako pedagog gry organowej.
Do wybuchu II wojny światowej wykładał w Wyższej Szkole Muzycznej im.F. Chopina w Warszawie.
W okresie okupacji hitlerowskiej jego dom stał się miejscem koncertów uczęszczanych przez liczną grupę miłośników muzyki.
Po upadku Powstania Warszawskiego Furmanikowie przenieśli się do Mrozów między Mińskiem Mazowieckim i Siedlcami, w obawie przed wywiezieniem do obozu koncentracyjnego. Po upływie dwu lat Furmanik przeniósł się do Kozienic. Spędził tam końcowy sześcioletni okres życia pod opieką swej córki Jadwigi, należącej do Zgromadzenia Sióstr Franciszkanek od Cierpiących. Zmarł w 1953 roku w Kozienicach. Data 1956 podana na płycie nagrobka kompozytora w Alei Zasłużonych na Cmentarzu Stare Powązki w Warszawie, jako rok jego śmierci – jest fałszywa. Wiarygodne źródła zgodnie podają 1953 jako rok jego śmierci, a nawet dokładną jej datę: 11 sierpnia 1953. Jego zwłoki, po przewiezieniu do Warszawy pochowano na Starych Powązkach w Alei Zasłużonych (grób 44/45).
W inskrypcji na nagrobku (zob. ilustrację po prawej) – podano, że żoną Józefa Furmanika była Scholastyka ze Starożyków Furmanikowa (1870–1956). Jego synem był Stanisław Furmanik (1896–1972) – teoretyk literatury i krytyk literacki.

## Twórczość
Pozostawił po sobie bogaty dorobek kompozytorski, w tym siedemnaście mszy, trzy jutrznie, kilkadziesiąt pieśni kościelnych, litanie, psalmy, hymny (do słów Jana Kochanowskiego), kilkadziesiąt preludiów organowych i świeckie kantaty okazjonalne. Przez papieża Piusa XI został wyróżniony w 1935 roku orderem „Pro Ecclesia et Pontifice”. Natomiast prezydent Ignacy Mościcki uhonorował go orderem „Polonia Restituta” za całokształt pracy twórczej i pedagogicznej.
Posłuchajmy:
1) Józef Furmanik – Królowo nieba
https://www.youtube.com/watch?v=60ZeHT7poKI
2) Chór CANTATE DOMINO Nadarzyn – Surrexit – Józef Furmanik
https://www.youtube.com/watch?v=djeIqNJDkjQ
3) Józef Furmanik – Zdrowaś bądź, Maryja
https://www.youtube.com/watch?v=NdHKVu--5jw
4) Chór CANTATE DOMINO Nadarzyn – Alleluja! Jezus Żyje – Józef Furmanik
https://www.youtube.com/watch?v=h5T1HZJ534I
5) Józef Furmanik – Dobranoc, Głowo Święta
https://www.youtube.com/watch?v=JIItyGSRRks
6) Agnus Dei – Józef Furmanik
https://www.youtube.com/watch?v=nVy1osj73R0